# اگلانو ترمه
اگلانو ترمه (به ایتالیایی: Agliano Terme) یک چشمه آب گرم در ایتالیا است که در استان آسته واقع شده‌است.

## خصوصیات
اگلانو ترمه ۱۵٫۴ کیلومترمربع مساحت و ۱٬۶۵۸ نفر جمعیت دارد و ۲۶۳ متر بالاتر از سطح دریا واقع شده‌است.